# أمغشية

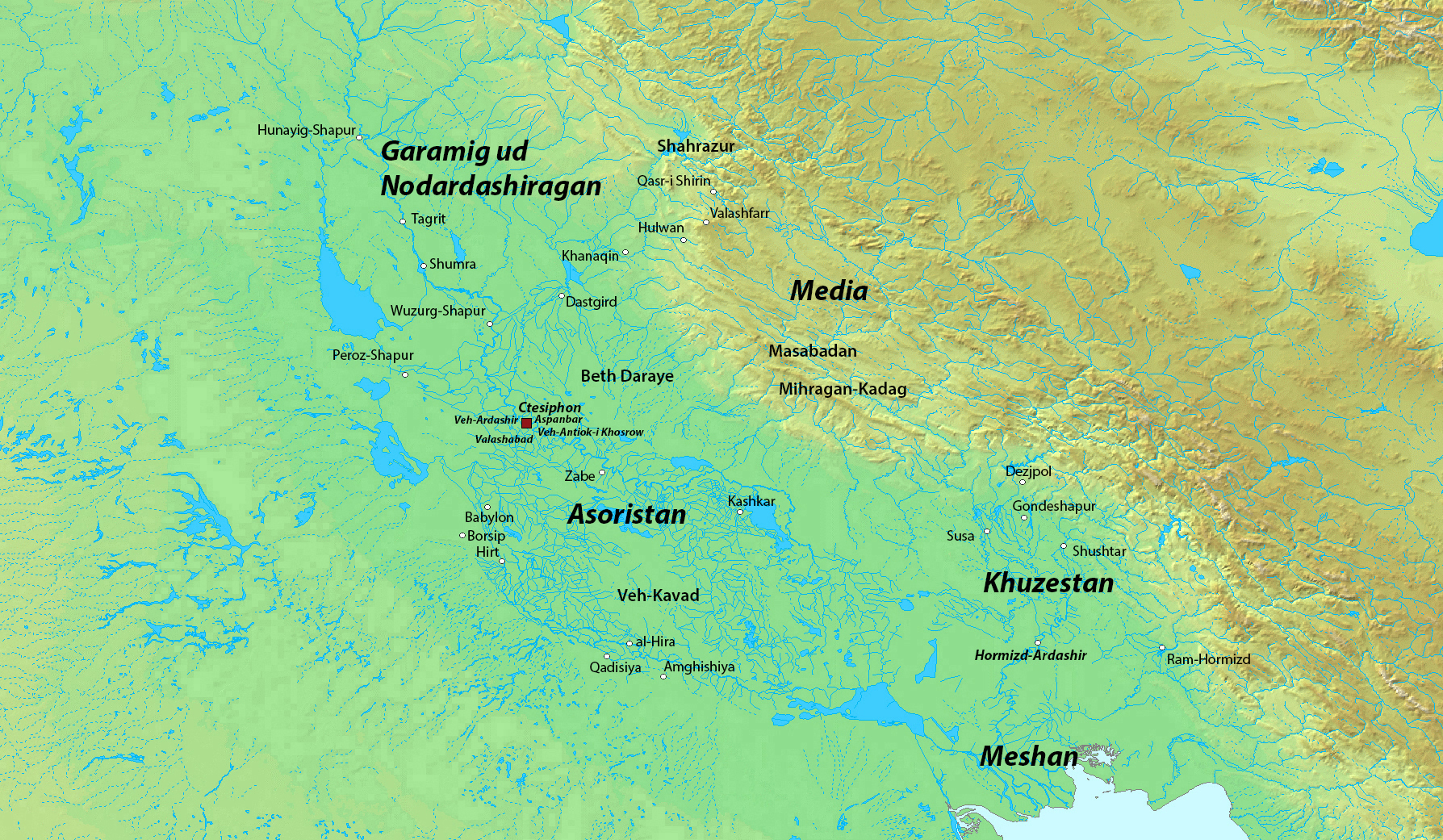
خريطة الجزء الجنوبي الغربي من الإمبراطورية الساسانية.

أمغشية كانت مدينة أو حصنًا ساسانيًا يقع بالقرب من العاصمة اللخمية (المناذرة) السابقة الحيرة. كانت تُعرف كمقر دفاعي رئيس. في عام 633، أثناء الفتح الإسلامي لبلاد فارس، وقعت معركة في إحدى المواقع العسكرية التابعة لها، في معركة أليس، حيث هزم العرب المسلمون جيشًا مشتركًا من القوات العربية الساسانية والمسيحية. وبعد الانتصار، غُزيَت أمغشية ونُهبَت، بينما فر الناجون من المكان إلى الريف؛ ودخلها خالد بن الوليد.